# Bandocki
Bandocki est un village du Cameroun situé dans le département de Bénoué et la Région du Nord. Le village fait partie de l'arrondissement de Pitoa. 

## Population
Lors du recensement de 2005, 422 habitants y ont été dénombrés.